# 1962 في البرازيل
فيما يلي قوائم الأحداث التي وقعت خلال عام 1962 في البرازيل.

## سياسة

### تعيين في المنصب
- 23 مارس – تانكريدو نيفيس وزير المالية.

### انتهاء فترة المنصب
- 9 مايو – تانكريدو نيفيس وزير المالية،List of prime ministers of Brazil [الإنجليزية]‏.

## رياضة
- 1 يناير – نهائي كأس العالم لكرة القدم 1962

## مواليد

### فبراير
- 1 فبراير – لويس دوس ريس لاعب كرة قدم برازيلي.
- 7 فبراير – خوسيه كارلوس دا كوستا أراوخو لاعب كرة قدم برازيلي.
- 26 فبراير – دومينغوس مونتانير ممثل برازيلي.

### مارس
- 11 مارس – مارسيلو هنمان لاعب كرة مضرب برازيلي.

### أبريل
- 13 أبريل – إيديفالدو مارتنز فونسيكا لاعب كرة قدم برازيلي.

### يونيو
- 11 يونيو – مانو مينيزس لاعب ومدرب كرة قدم برازيلي.
- 13 يونيو – زيغمار أنتونيو مارتينز لاعب كرة قدم برازيلي.

### سبتمبر
- 9 سبتمبر – ريناتو غاوتشو
- 11 سبتمبر – ريكاردو روكا لاعب كرة قدم برازيلي.

### نوفمبر
- 29 نوفمبر – إيدسون أباريسيدو دا سوزا لاعب كرة قدم برازيلي.

### ديسمبر
- 31 ديسمبر – نيلسون لويس كرتشنا لاعب كرة قدم برازيلي.

## وفيات

### أبريل
- 28 أبريل – كارلوس ديتبورن (مواليد 1924)